# Província d'Errachidia
La província d'Errachidia (en àrab إقليم الرشيدية, iqlīm ar-Raixīdiyya; en amazic ⵜⴰⵙⴳⴰ ⵏ ⵉⵎⵜⵖⵔⵏ, tasga n Imtɣrn) és una de les províncies del Marroc, fins 2015 part de la regió de Meknès-Tafilalet i actualment de la de Drâa-Tafilalet. Té una superfície de 59.585 km² i 556.612 habitants censats en 2004. La capital és Rachidia.

## Història
Fou creada el 1956 amb el nom de província de Ksar Es-Souk, ha estat habitada per amazics i àrabs i antigament era un punt destacat en la ruta comercial vers l'Àfrica sub-sahariana, particularment vers Tombouctou.
En 2009, amb la creació de la província de Tinghir, la província d'Errachidia va perdre les comunes rurals de M'Ssici, de H'Ssyia, d'Alnif, d'Ait Hani i d'Assoul.

## Divisió administrativa
La província de Errachidia consta de 9 municipis i 22 comunes:
| Nom                    | Codi geogràfic | Tipus        | Llars | Població (2004) | Estrangers | Nacionals | Notes                                                                                    |
| ---------------------- | -------------- | ------------ | ----- | --------------- | ---------- | --------- | ---------------------------------------------------------------------------------------- |
| Erfoud                 | 201.01.01.     | Municipi     | 4035  | 23637           | 5          | 23632     |                                                                                          |
| Boudnib                | 201.01.03.     | Municipi     | 1828  | 9867            | 1          | 9866      |                                                                                          |
| Rachidia               | 201.01.05.     | Municipi     | 14624 | 76759           | 47         | 76712     |                                                                                          |
| Goulmima               | 201.01.09.     | Municipi     | 3054  | 16593           | 3          | 16590     |                                                                                          |
| Jorf                   | 201.01.11.     | Municipi     | 1981  | 12135           | 1          | 12134     |                                                                                          |
| Moulay Ali Cherif      | 201.01.13.     | Municipi     | 3251  | 20469           | 1          | 20468     |                                                                                          |
| Tinejdad               | 201.01.15.     | Municipi     | 1289  | 7494            | 2          | 7492      |                                                                                          |
| Aarab Sebbah Gheris    | 201.03.01.     | Comuna rural | 688   | 4937            | 0          | 4937      |                                                                                          |
| Aarab Sebbah Ziz       | 201.03.03.     | Comuna rural | 2578  | 18332           | 1          | 18331     |                                                                                          |
| Es-Sifa                | 201.03.07.     | Comuna rural | 1022  | 7881            | 0          | 7881      |                                                                                          |
| Fezna                  | 201.03.09.     | Comuna rural | 585   | 4087            | 1          | 4086      |                                                                                          |
| H'Ssyia                | 201.03.11.     | Comuna rural | 1196  | 11237           | 1          | 11236     |                                                                                          |
| M'Ssici                | 201.03.13.     | Comuna rural | 828   | 7043            | 0          | 7043      |                                                                                          |
| Ait Hani               | 201.05.01.     | Comuna rural | 1593  | 9578            | 0          | 9578      |                                                                                          |
| Amellagou              | 201.05.03.     | Comuna rural | 890   | 5273            | 0          | 5273      |                                                                                          |
| Assoul                 | 201.05.05.     | Comuna rural | 1153  | 6553            | 0          | 6553      |                                                                                          |
| Aoufous                | 201.07.01.     | Comuna rural | 1929  | 11506           | 0          | 11506     | 1272 residents viuen al centre, anomenat Aoufous; 10234 residents viuen en zones rurals. |
| Chorfa M'Daghra        | 201.07.03.     | Comuna rural | 2133  | 13803           | 0          | 13803     |                                                                                          |
| Er-Rteb                | 201.07.05.     | Comuna rural | 2081  | 13324           | 1          | 13323     |                                                                                          |
| Lkheng                 | 201.07.07.     | Comuna rural | 2190  | 13017           | 1          | 13016     |                                                                                          |
| Oued Naam              | 201.07.09.     | Comuna rural | 1000  | 5709            | 3          | 5706      |                                                                                          |
| Bni M'Hamed Sijelmassa | 201.11.01.     | Comuna rural | 2282  | 16709           | 0          | 16709     |                                                                                          |
| Er-Rissani             | 201.11.03.     | Comuna rural | 727   | 5575            | 3          | 5572      |                                                                                          |
| Es-Sfalat              | 201.11.05.     | Comuna rural | 2147  | 16163           | 0          | 16163     |                                                                                          |
| Et-Taous               | 201.11.07.     | Comuna rural | 820   | 5337            | 1          | 5336      |                                                                                          |
| Sidi Ali               | 201.11.09.     | Comuna rural | 385   | 3081            | 0          | 3081      |                                                                                          |
| Aghbalou N'Kerdous     | 201.13.01.     | Comuna rural | 1306  | 9357            | 0          | 9357      |                                                                                          |
| Ferkla El Oulia        | 201.13.03.     | Comuna rural | 3010  | 20214           | 2          | 20212     |                                                                                          |
| Ferkla Es-Soufla       | 201.13.05.     | Comuna rural | 1713  | 12624           | 0          | 12624     |                                                                                          |
| Gheris El Ouloui       | 201.13.07.     | Comuna rural | 1685  | 11879           | 0          | 11879     |                                                                                          |
| Gheris Es-Soufli       | 201.13.09.     | Comuna rural | 1024  | 6742            | 0          | 6742      |                                                                                          |
| Melaab                 | 201.13.11.     | Comuna rural | 2340  | 16681           | 1          | 16680     |                                                                                          |
| Tadighoust             | 201.13.13.     | Comuna rural | 1218  | 7346            | 1          | 7345      |                                                                                          |